# Trijodotyronina
Trijodotyronina (T3) – organiczny związek chemiczny, trijodowa pochodna tyroniny. Hormon tarczycy wytwarzany przez komórki pęcherzyków tego gruczołu, magazynowany w postaci tyreoglobuliny i wydzielany do krwiobiegu.

## Fizjologia

### Produkcja i funkcja
Trijodotyronina jest u człowieka głównym hormonem tarczycy, który powstaje głównie przez odjodowanie tyroksyny (T4, tetrajodowej pochodnej tyroniny) na poziomie tkankowym.
Działanie hormonów tarczycy jest niezbędne do prawidłowego funkcjonowania organizmu, ich działanie ujawnia się we wszystkich komórkach organizmu i jest szczególnie ważne w okresie rozwoju ośrodkowego układu nerwowego oraz dla wzrostu, gdyż w stężeniach fizjologicznych hormon ten ma działanie anaboliczne (wzmożone procesy przemiany materii, pobudzenie wzrostu).

### Działanie fizjologiczne
Hormon ten po przeniknięciu przez błonę komórkową łączy się ze swoistym receptorem jądrowym, a kompleks ten łączy się z odpowiednią sekwencją DNA wpływając na transkrypcję genów. Dochodzi do wzmożonego wytwarzania pompy Na+
/K+
 ATP-zależnej i enzymów mitochondrialnych (głównie biorących udział w metabolizmie węglowodanów i tłuszczów), co powoduje nasilenie przemian energetycznych, zwiększenie zużycia tlenu i tworzenie ciepła w całym organizmie (z wyjątkiem mózgu). W wątrobie nasila się glikogenoliza i glukoneogeneza (antagonistycznie do insuliny), w błonie komórkowej hepatocytów zwiększa się liczba receptorów LDL, a w sercu gęstość receptorów β1.
W stężeniach fizjologicznych T3 wykazuje działanie anabolicznie, w wyższych – kataboliczne (nasila rozkład białek w mięśniach). T3 na metabolizm tłuszczów wpływa dwukierunkowo: w osoczu wzmaga lipolizę, a w tkance tłuszczowej i wątrobie pobudza lipogenezę (przy czym w prawidłowych warunkach przeważają procesy lipolizy).
Odgrywają ważną rolę w procesie wzrostu i rozwoju organizmu. Fizjologiczne stężenia tych hormonów (w połączeniu z somatotropiną) warunkują prawidłowy wzrost wzdłużny oraz prawidłowy rozwój i dojrzewanie organów wewnętrznych (przede wszystkim tkanki kostnej i mózgu). Hormony tarczycy pobudzają rozwój mózgowia poprzez stymulację mielinizacji i tworzenia dendrytów.

## Patologia

### Niedobór
Niedobór hormonów tarczycy w okresie niemowlęcym prowadzi do nieodwracalnych zmian w mózgu i niedorozwoju umysłowego. Dawniej to zaburzenie było nazywane kretynizmem tarczycowym. Później w niektórych krajach zaczęto stosować badanie przesiewowe noworodków na występowanie wrodzonej niedoczynności tarczycy. Wczesne rozpoznanie i leczenie tego schorzenia zapewnia prawidłowy rozwój dziecka.